# Simca 5
Der Simca 5 ist ein französisch-italienischer Kleinwagen, den Fiat entworfen hat und den Fiat und Simca von 1936 bis 1949 gebaut haben. Er wurde in Italien als Fiat 500 Topolino A auf den Markt gebracht.

## Geschichte
Man erzählt sich, dass die erste Idee für diesen Kleinwagen vom italienischen Faschistenführer Benito Mussolini gekommen sei, der damals an der Macht war. 1930 hatte der „Duce“ den Senator des Königreichs Italien, Giovanni Agnelli, Gründer von FIAT, einbestellt, um ihn über „dringende Notwendigkeit“ der Motorisierung der Italiener mit einem wirtschaftlichen Auto, dessen Preis nicht über 5000 Lit liegen sollte, zu informieren.
Diese Idee hatte einen solchen Effekt und bediente die Propaganda der faschistischen Partei so gut, dass Adolf Hitler, gerade zum deutschen Reichskanzler ernannt, sie zu seiner machte und Ferdinand Porsche zu sich rief und ihn anwies, ein Auto zu realisieren, dessen Preis 1000 RM nicht überschreiten sollte. So sollen der Fiat 500 Topolino in Italien und der Volkswagen Käfer in Deutschland entstanden sein.
Im Hochsommer 1931 war der Prototyp des neuen Fiat 500 mit Frontantrieb zur ersten Probefahrt bereit. Der Versuchsfahrer war der Konstrukteur, Senator Agnelli, ungeduldig, die Qualitäten des Fahrzeuges unter Beweis zu stellen und die Neuigkeiten dem „Duce“ zu telegrafieren. Der Wagen verließ die Fabrik in Lingotto fuhr ruhig einige Kilometer, aber an der Auffahrt nach Cavoretto zwang ein beginnender Motorbrand alle Insassen, sofort auszusteigen. Grund für den Vorfall war ein kleines Loch im Vergaser, aber der Senator Agnelli entschied, dass Fiat nie wieder sich an der Konstruktion von Frontantriebswagen versuchen sollte. Der Ingenieur Lardone, der Projektleiter, wurde auf der Stelle entlassen.
Dante Giacosa übernahm einige Monate später die Leitung des Projektes. Er präsentierte ein neues Automobil, das dem Prinzip des Fiat 508 folgte, aber mit reduzierten Dimensionen. Das neue Projekt wurde von der Firmenleitung abgesegnet und der erste Prototyp wurde am 7. Oktober 1934 in Turin erprobt und präsentiert. Er erreichte eine Höchstgeschwindigkeit von 82 km/h auf der Autobahn zwischen Turin und Mailand. Der später „Topolino“ getaufte Wagen wurde einfach „Fiat 500“ genannt. Aber der Spitzname blieb an ihm kleben und ist immer mit der Erinnerungen an den Fiat 500 Topolino verbunden.
Die politischen Verhältnisse der Zeit ließen die Direktion von Fiat den Wagen erst am 10. Juni 1936 dem „Duce“ vorstellen, aber die Fertigung hatte lange vorher begonnen. Die Pläne und Vorserienexemplare wurden nach Frankreich geschickt, um die Fertigung des Simca 5, des französischen Klons, einzurichten.
Der Simca 5 (Fiat 500 Topolino A) ist ein Kleinwagen mit 2 Sitzplätzen „für weniger als 10.000 Francs“ (9900 Francs), entworfen von den Fiat-Ingenieuren in Turin vor dem Zweiten Weltkrieg.

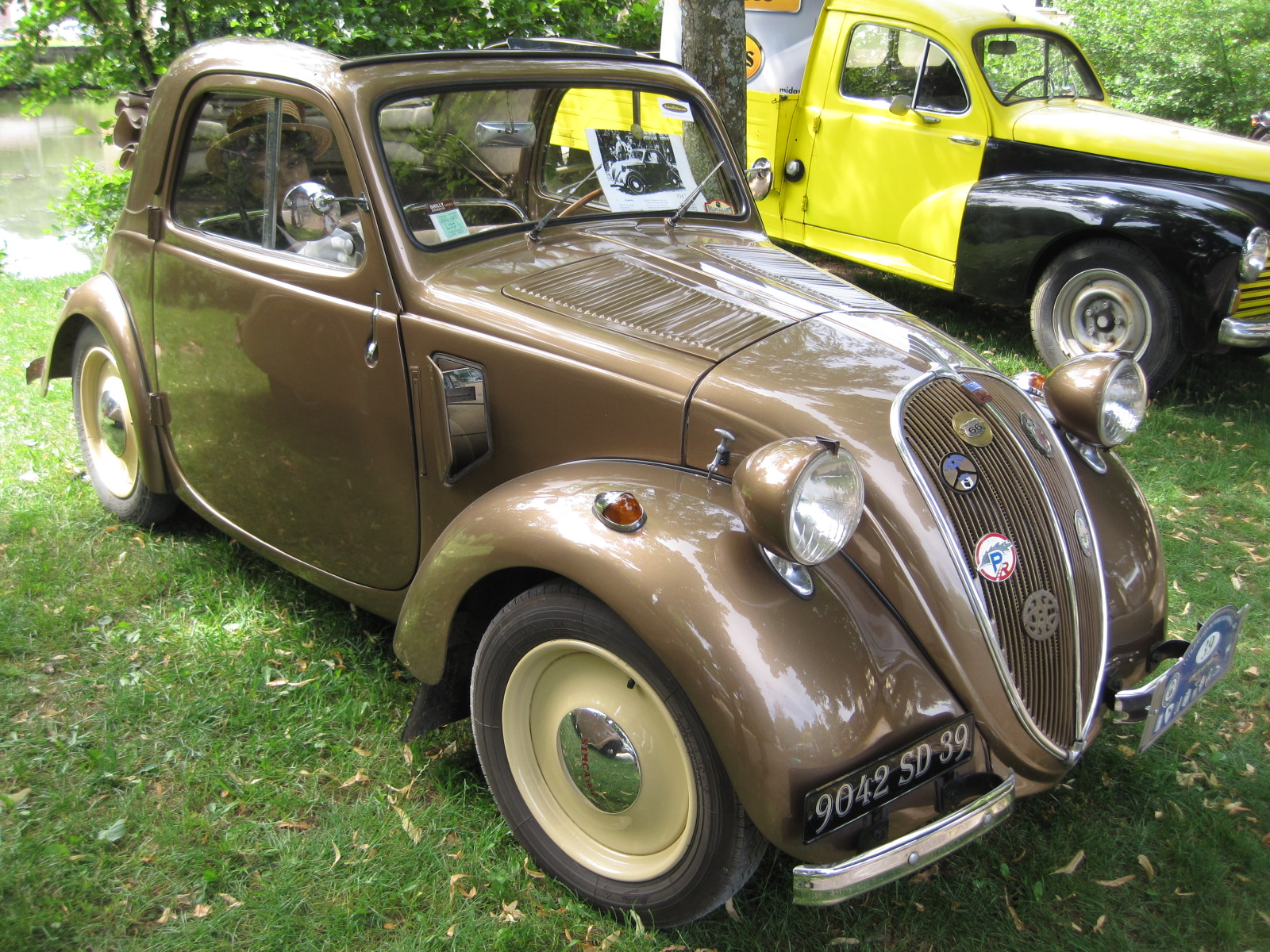
Simca 5 Cabriolimousine
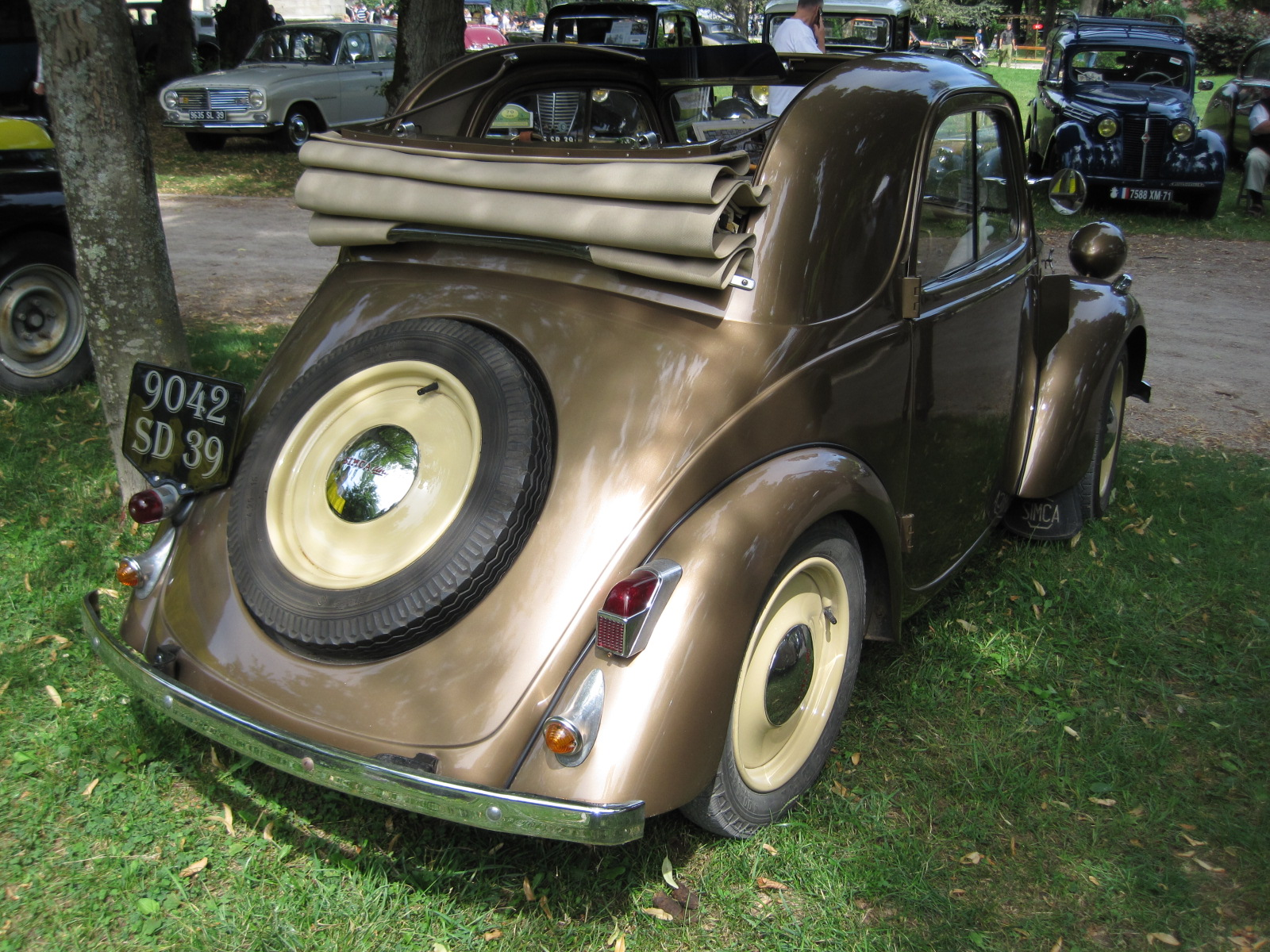
Simca 5 Cabriolimousine
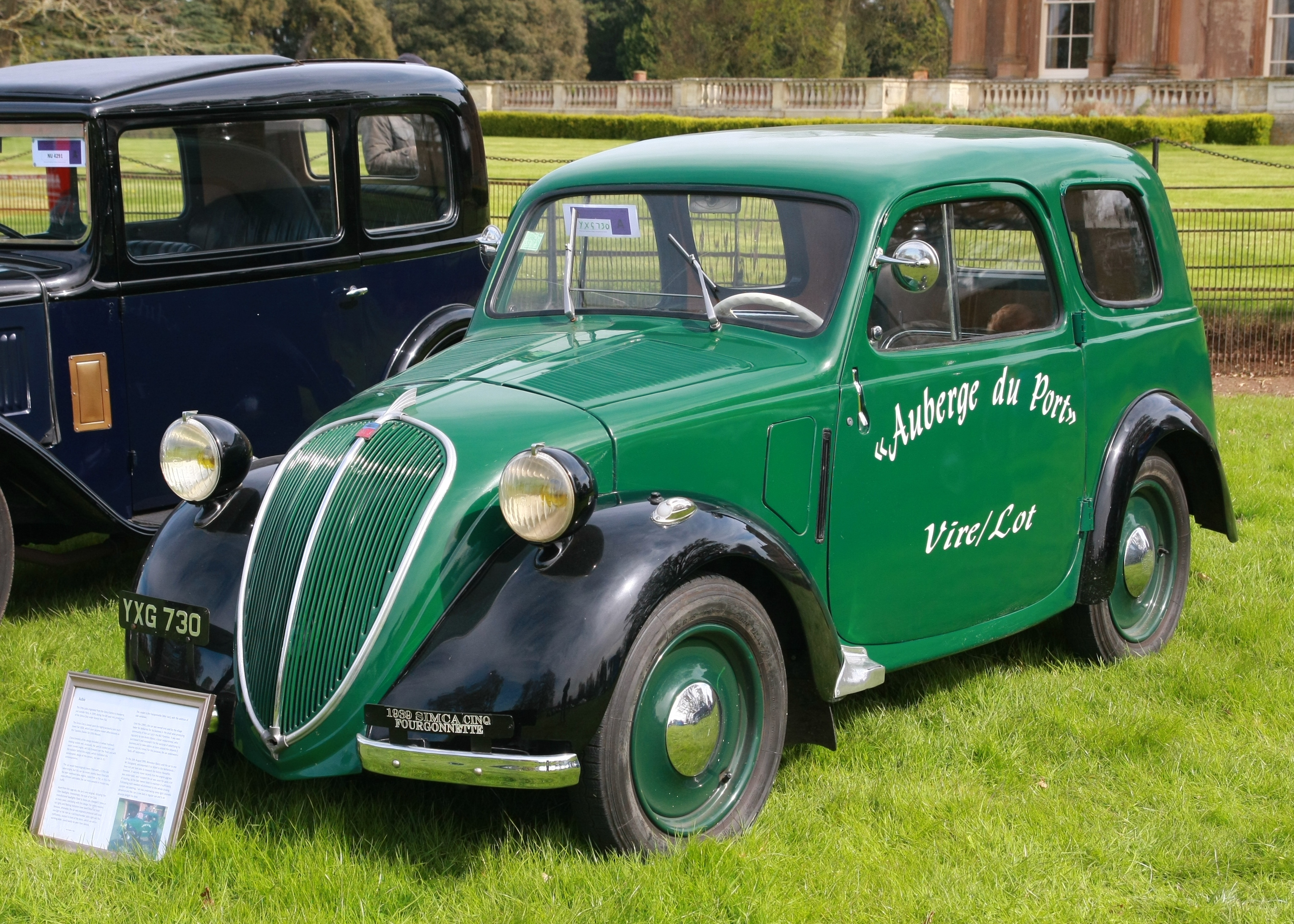
Simca 5 Kombi (1939)

Er wurde in der ersten Simca-Fabrik in Nanterre am 10. März 1936 erstmals präsentiert, drei Monate vor der italienischen Version. Er wurde in 46.472 Exemplaren gebaut mit
- einzeln aufgehängten Vorderrädern
- Vierganggetriebe
- hydraulisch betätigten Trommelbremsen an allen 4 Rädern
- 12-Volt-Batterie.

Die Direktion von Simca erklärte dann: „Im Vergleich zu den auf der anderen Seite des Rheins ausgedrückten Wünschen sind wir weiter“. Man bezog sich auf den deutschen Volkswagen Käfer, der erst 1938 herauskam und eine ähnlich brillante Karriere machte.
Die Produktion des Simca 5 verzögerte sich wegen Streiks in der Folge des Sieges der Front populaire 1936.

## 5-Liter-Test
Mit 5 Litern Benzin kam der Simca 5 exakt 109,827 km weit, was einem mittleren Benzinverbrauch von 4,55 l / 100 km entspricht.